# Бредичану, Михай
Михай Бредичану (рум. Mihai Brediceanu; 14 июня 1920, Брашов — 4 марта 2005) — румынский дирижёр и композитор. Сын Тибериу Бредичану.
Окончил Брашовскую консерваторию (1939) как пианист, ученик Имануила Бернфельда (учившегося в парижской Schola cantorum у Венсана д’Энди). Затем в 1943—1947 гг. изучал фортепиано, композицию и дирижирование в Бухарестской академии музыки, где среди его педагогов были Михаил Жора (композиция), Димитрие Куклин (эстетика), Эдуард Линденберг и Ионель Перля (дирижирование), Флорика Музическу (фортепиано). Окончил также юридический факультет Бухарестского университета.
В 1943 г. начал работать репетитором в Бухарестской опере, в 1946 г., ещё студентом, занял пост хормейстера и в течение 20 лет был связан, прежде всего, с этим музыкальным учреждением, а в 1959—1966 гг. возглавлял его как художественный руководитель и главный дирижёр. Одновременно работал и с Бухарестским филармоническим оркестром, а в 1956 г. выступил основателем симфонического оркестра Галаца. Начиная с 1959 г. гастролировал как дирижёр в различных странах Европы (в том числе в СССР в 1960 г.), в 1967 г. впервые выступил в США.
В 1969—1982 гг. жил и работал преимущественно в США, сперва как музыкальный консультант симфонического оркестра в городе Сиракьюс, а с 1971 г. как преподаватель и научный сотрудник Сиракузского университета. Предметом исследований Бредичану были способы приложения различных топологических моделей и концепции многомерного времени к сочинению и исполнению музыки; он, в частности, разработал и в 1970 г. запатентовал «полиметроном», или «политаймер» (англ. Polytimer) — компьютерное устройство, позволяющее исполнять полифонические произведения, в которых разные голоса используют разные темпы. Одновременно с работой в США Бредичану в 1978—1980 гг. был генеральным директором Стамбульской оперы.
В 1982 г. Бредичану вернулся в Румынию и до 1990 г. возглавлял Бухарестский филармонический оркестр, а с 1991 г. стоял во главе Национальной оперы.
Композиторское наследие Бредичану включает ранние камерные и симфонические произведения, театральную музыку 1950-х гг. (в том числе к таким пьесам, как «Дон Карлос» Фридриха Шиллера и «Рассвет над Москвой» Анатолия Сурова), балет «Мастер Маноле» (по знаменитой народной легенде, 1967) и полифонические пьесы 1970-х гг. с использованием полиметронома.